# Sainte-Croix-à-Lauze
Sainte-Croix-à-Lauze ist eine französische Gemeinde mit 86 Einwohnern (Stand 1. Januar 2022) im Département Alpes-de-Haute-Provence in der Region Provence-Alpes-Côte d’Azur. Sie gehört zum Kanton Reillanne im Arrondissement Forcalquier.

## Geographie
Die  Gemeinde grenzt im Norden an Vachères, im Osten an Reillanne, im Süden an Céreste und im Westen an Viens und im Nordwesten an Oppedette. Der Dorfkern befindet sich auf 600 m. 375 Hektar der Gemeindegemarkung sind bewaldet.

## Bevölkerungsentwicklung

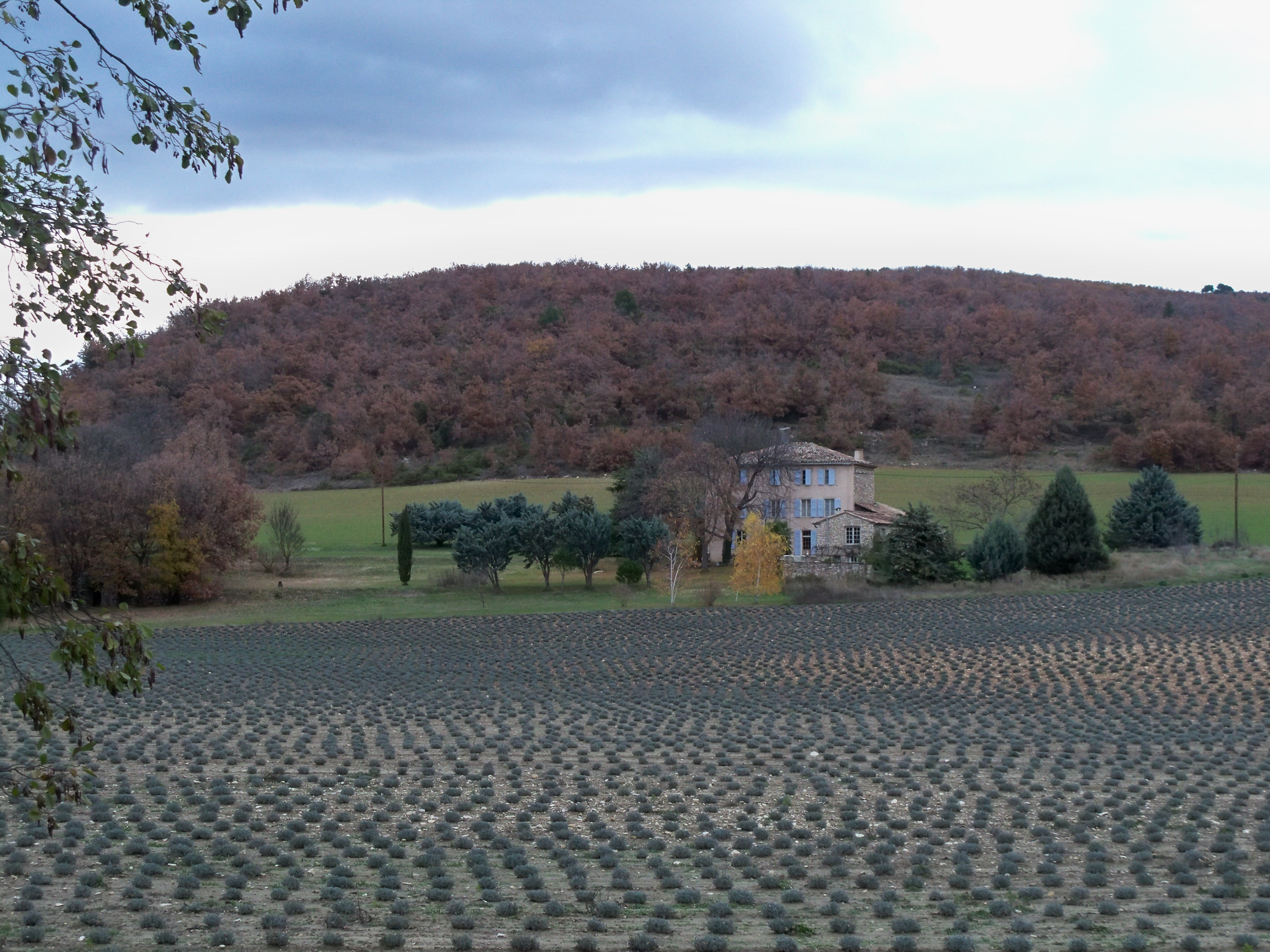
Lavendelfeld bei Sainte-Croix-à-Lauze

| Jahr      | 1962 | 1968 | 1975 | 1982 | 1990 | 1999 | 2008 | 2012 |
| --------- | ---- | ---- | ---- | ---- | ---- | ---- | ---- | ---- |
| Einwohner | 50   | 35   | 34   | 65   | 61   | 72   | 82   | 81   |